# Reid Motorsport
Reid Motorsport – brytyjski zespół startujący w wyścigach samochodowych, którego założycielem jest Anthoniego Reida. Zespół powstał w 2009 roku po rekonstrukcji byłej ekipy Ultimate Motorsport. Obecnie startuje jedynie w Europejskim Pucharze Formuły Renault 2.0, jednak w przeszłości pojawił się na starcie Superleague Formula.

## Starty

### Europejski Puchar Formuły Renault 2.0
Od 2012 roku startuje we współpracy z Atech Grand Prix jako Atech Reid GP
| Rok  | Bolid          | Kierowcy          | Wyścigi | Wygrane | PP | NO | Pkt | M.K. | M.Z. |
| ---- | -------------- | ----------------- | ------- | ------- | -- | -- | --- | ---- | ---- |
| 2012 | Tatuus-Renault | Alessandro Latif  | 6       | 0       | 0  | 0  | 0   | 43   | 12   |
| 2012 | Tatuus-Renault | Hans Villemi      | 5       | 0       | 0  | 0  | 0   | 36   | 12   |
| 2012 | Tatuus-Renault | Daniel Cammish    | 1       | 0       | 0  | 0  | 0   | NS   | 12   |
| 2012 | Tatuus-Renault | Roman Bieriegiecz | 2       | 0       | 0  | 0  | 0   | 48   | 12   |
| 2012 | Tatuus-Renault | Dan Wells         | 2       | 0       | 0  | 0  | 0   | NS†  | 12   |

† – zawodnik nie był liczony do klasyfikacji końcowej.